# الخراره
الخراره (به لاتین: Al Kharrara) یک روستا در قطر است که در شهرداری الوکره واقع شده‌است. الخراره ۱۲٫۴ کیلومتر مربع مساحت دارد ۴۵ متر بالاتر از سطح دریا واقع شده‌است.